# Walkman
En walkman er en transportabel kassettebåndafspiller, introduceret af Sony sidst i 1970'erne. Man satte fx afspilleren i bukselinningen eller i en lomme og hørte bånd via hovedtelefoner. I dag er walkman'en nærmest en kuriositet fra 'gamle dage', da den er blevet afløst af f.eks. discman og MP3-afspiller.
Selve navnet 'walkman' er et varemærke fra Sony, der således også er den eneste producent, der har givet deres produkter dette navn. Dog er ordet i folkemunde dækkende over alle kassettebåndafspillere i rammestørrelse. Navnet og logoet har desuden efterfølgende været anvendt til en række nyere produkter til markedet for transportable musikafspillere, men er fra starten af 2015 blevet udfaset til fordel for nye varemærker.
- Første Walkman 1979
- Walkman DD Quartz
- Walkman professional Dolby B og C, Model C 1985 - 1999
- Walkman Sports
- SRF-X90 Sports FM Stereo Walkman Monocular
- Walkman WM-GX302 med radio, Produceret omkring 1995.
- Walkman NWZ-B163FR
MP3-afspiller 2011
- Walkman NWZ-S765 2015